# 施特里厄山
47°26′59″N 8°02′12″E / 47.44971°N 8.03667°E

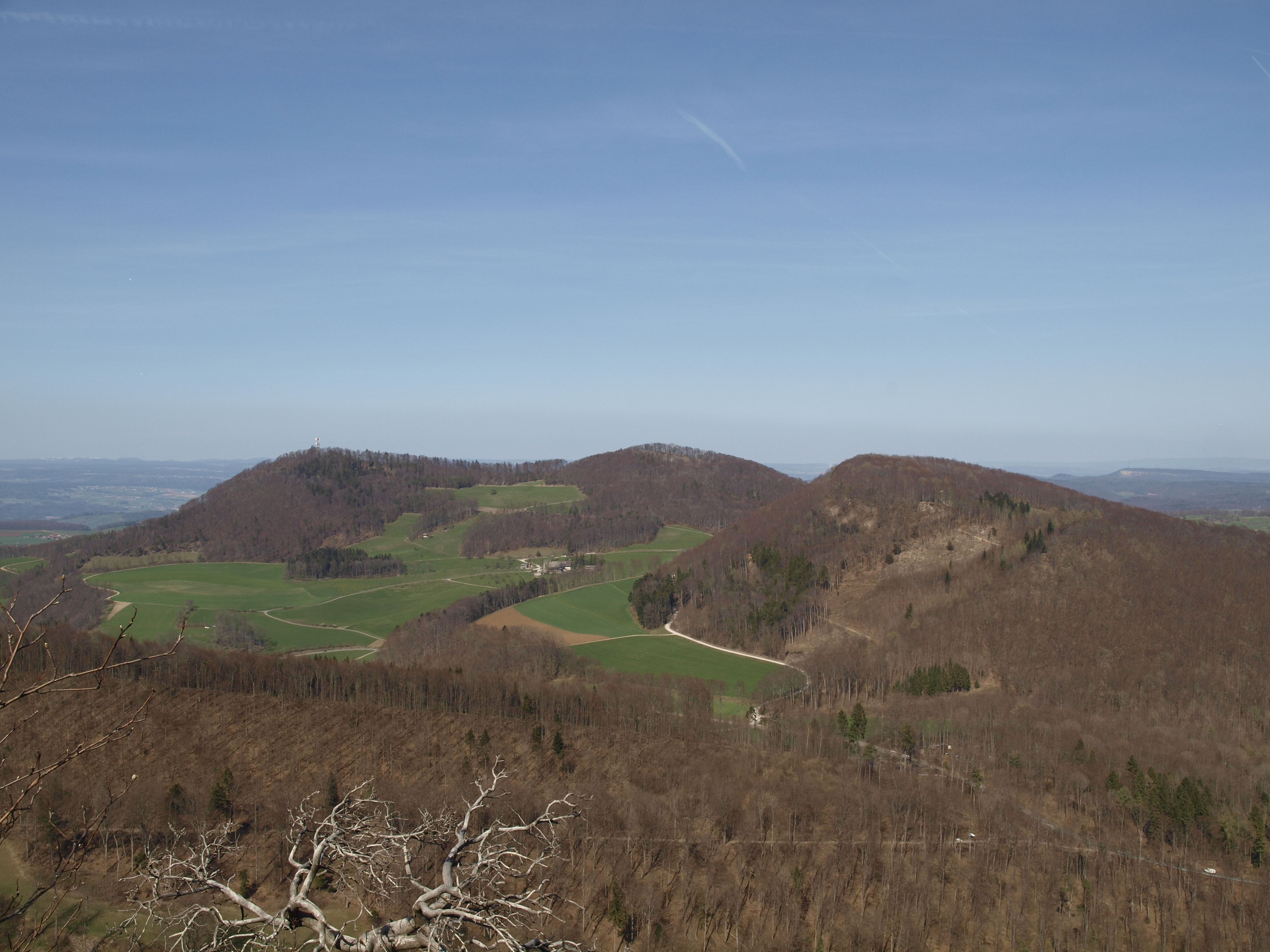

施特里厄山（德語：Strihe，發音：[ˈʃtriːɛ]），是瑞士阿爾高州的山峰，位於該國北部，屬於汝拉山的一部分，距離伯爾尼70公里，海拔高度867米，每年平均降雨量1,854毫米。